# Sagamu
Sagamu és una localitat de l'estat d'Ogun, a Nigèria, amb una població estimada al març de 2016 de 355.900 habitants.
Està situada al sud-oest del país, prop de la ciutat de Lagos, de la costa del golf de Guinea i de la frontera amb Benín.